# Побережский, Иосиф Израилевич
Иосиф Израилевич Побережский (1897—1938) — бригинженер Рабоче-крестьянской Красной Армии, участник Гражданской войны, Краснознамёнец (1924).

## Биография
Иосиф (Абрам) Побережский родился 24 апреля 1897 года в городе Елизаветграде. Его отец был комиссионером по закупке зерна, мать — домохозяйка, воспитывала детей, которых в семье было четверо. В 1914 году окончил коммерческое училище и уехал в Одессу, где стал работать чертежником на заводе «Анатра».
Некоторое время состоял в еврейской социал-демократической рабочей партии «Поалей Цион». Служил в царской армии, участвовал в боях Первой мировой войны. В начале 1917 года вернулся в Елизаветград и возглавил рабочую дружину по борьбе с бандитизмом.
После октябрьской революции работал в Харькове и в Киеве. При наступлении армии Деникина Побережский остался на подпольной работе. Осенью и зимой 1920 года, когда были освобождены крупнейшие центры Украины, Побережский активно работал в профсоюзах, а затем в губернской чрезвычайной комиссии по борьбе с контрреволюцией и саботажем.
В феврале 1922 года Побережский служил в Рабоче-крестьянской Красной Армии — в политотделе 51-й Перекопской стрелковой дивизии, был в нём инструктором, помощником начальника, начальником. Позднее стал членом Революционного Военного Совета Хорезмской группы войск.
Принимал активное участие в разгроме басмаческих формирований в Средней Азии, особо отличившись 4 апреля 1924 года в боях в районе колоний Бала-Ишем и Як-Яйла, и 8 апреля 1924 года в бою в районе колонии Игды. Приказом Революционного Военного Совета СССР № 335 от 14 октября 1924 года член Реввоенсовета Хорезмской группы войск Иосиф Побережский был награждён орденом Красного Знамени. Участник троцкистской оппозиции.
В 1928 (по другим данным, в 1929) году Побережский окончил Военно-воздушную инженерную академию имени Н. Е. Жуковского, после чего работал в авиационной промышленности СССР — возглавлял моторостроительные заводы в Рыбинске, Москве. Выезжал в командировки в США для изучения опыта американского авиамоторостроения и принятия решения о закупке лицензий и технологий; заключил договор о технической помощи в освоении мотора «Циклон» с фирмой «Кертисс-Райт».
С марта 1934 года и до момента ареста был директором моторостроительного завода № 19 им. Сталина в Перми. Осенью 1934 года при заводе был организован совет жен заводских специалистов, в который входила супруга Иосифа Израилевича — Елизавета Борисовна Побережская. Совет занимался организацией общественного питания, обустройством детского сада, школы, клуба при заводе. В результате детский сад завода им. Сталина по качеству питания стал лучшим во всей Свердловской области.
22 февраля 1938 года приказом НКО к 20-й годовщине РККА И.И.Побережскому присвоено досрочно и вне очереди воинское звание «бригадный инженер».
2 марта 1938 года Побережский был вызван в Москву в Наркомат, где был арестован органами НКВД СССР. 26 июля того же года Военная коллегия Верховного Суда СССР приговорила его к высшей мере наказания — расстрелу. Приговор был приведён в исполнение 29 июля 1938 года, прах Побережского захоронен на полигоне «Коммунарка». Посмертно реабилитирован в 1955 году.  
Елизавета Борисовна Побережская была арестована 7 марта 1938 года, приговорена к пяти годам лагерей. Освобождена в 1943 году.
Был награждён орденами Ленина (1936), Красного Знамени (14.10.1924), Красной Звезды, Красного Знамени Хорезмской НСР (27.04.1925).
Адрес в Москве — Большой Патриарший переулок, 8, стр.1 (Жилой дом для руководящего состава Авиапрома).
В 1994 году на здании административных проходных завода «ОДК-Пермские моторы» (Пермь, Комсомольский проспект, 93) была открыта памятная доска директору завода И.И.Побережскому.